# Sakir Har
Sakir Har fou un rei hikse descobert al final del segle XX a la inscripció de la canillera d'una porta a Tell al-Daba (ara al Museu d'Antiguitats Egípcies del Caire TD-8316), i Ryholt, especialista del segon període intermedi, ha identificat la inscripció com referida a Sakir Har i com un dels tres primers reis de la dinastia XV. Probablement el seu successor fou el faraó Khyan, el més poderós de la dinastia, però això encara no ha quedar establert. No està identificat amb cap dels llistats per Manetó.